# 洛斯雷耶斯站
洛斯雷耶斯站（西班牙語：Los Reyes）是墨西哥城地铁A线的一座地上中间车站，位于墨西哥州拉巴斯市洛斯雷耶斯普埃布拉大道与波费里奥·迪亚斯大道交汇处。

## 车站命名及标识
车站得名于该站所在的洛斯雷耶斯阿卡基尔潘（西班牙語：Los Reyes Acaquilpan）镇。
该站的标志为东方三博士的王冠，对应“洛斯雷耶斯”一词在西班牙语中“国王”的含义。现今洛斯雷耶斯镇所在地附近曾发现在阿兹特克第三时期（1430年至1521年）形成的定居点，后西班牙殖民者来到该区域后，在当地建设了一座祭祀东方三博士的神庙，该地遂被冠以“国王”之名。

## 车站历史
该站于1991年8月12日与墨西哥城地铁A线同日投运。

## 周边重要建筑
- 拉巴斯市市政厅
- 拉巴斯体育俱乐部
- 洛斯雷耶斯公共市场